# Agnioides striatopunctatus
Agnioides striatopunctatus är en skalbaggsart som beskrevs av Stefan von Breuning 1956. Agnioides striatopunctatus ingår i släktet Agnioides och familjen långhorningar. Inga underarter finns listade i Catalogue of Life.